# Suriya Prasathinphimai
Suriya Prasathinphimai (thailändisch สุริยา ปราสาทหินพิมาย; * 2. April 1980 in Nakhon Ratchasima) ist ein thailändischer Boxer und Kickboxer. Suriya war Silbermedaillengewinner der Asienspiele 2002 und Bronzemedaillengewinner der Olympischen Spiele 2004 und der Asienmeisterschaften 2007.

## Karriere

### Kickboxen
Im Jahr 2000 begann Suriya mit dem professionellen Kickboxen. Er gewann dabei gegen den Japaner Masato. Nach einem weiteren Sieg verlor er 2001 gegen den Australier John Wayne Parr. 2003 gewann er nach Siegen über Arslan Magomedov, Russland, Eh Phoutong, Thailand, und Farid Villaume, Frankreich, die S1 Weltmeisterschaften. Bei den S1 Weltmeisterschaften im Jahr darauf verlor er im ersten Kampf gegen Jean-Charles Skarbowsky, Frankreich, womit er seine Karriere als professioneller Kickboxer beendete.

### Boxen
2002 bestritt Suriya seine ersten internationalen Meisterschaften im Boxen. Bei den Asienspielen erreichte er im Halbmittelgewicht (-71 kg) nach Siegen unter anderem gegen Sirojiddin Naimov, Usbekistan (RSC 3.), das Finale, welches er gegen Gennadi Golowkin, Kasachstan (RSC 3.), verlor und damit die Silbermedaille gewann. Im Jahr darauf nahm er im Mittelgewicht an den Weltmeisterschaften teil, schied jedoch bereits in der Vorrunde gegen Oʻtkirbek Haydarov, Usbekistan (21:6), aus.
2004 nahm Suriya an den Olympischen Spielen teil, bei denen er nach Siegen über Joseph Lubega, Uganda (30:21), Javid Taghiev, Aserbaidschan (+19:19), und Oleg Maschkin, Ukraine (28:22), das Halbfinale erreichte, welches er gegen Gaidarbek Gaidarbekow verlor.
Bei den Asienspielen 2006 schied Suriya im ersten Kampf aufgrund einer Verletzung aus, im Jahr darauf errang er aber bei den Asienmeisterschaften die Bronzemedaille, wobei er im Halbfinale gegen Vijender Kumar, Indien, verlor. 2007 kam er bei den Weltmeisterschaften nicht über das Achtelfinale hinaus, welches er gegen Baqtijar Artajew, Kasachstan (20:7), verlor. Im selben Jahr gewann er die Südostasienspiele, wurde bei dem Turnier aber positiv auf die Verwendung unerlaubter Mittel getestet und infolgedessen wurde er für ein Jahr gesperrt. Außerdem wurde ihm die Goldmedaille wieder aberkannt.
Nach dieser Zwangspause nahm Suriya 2010 wieder an den Asienspielen teil, schied jedoch bereits im ersten Kampf gegen Narmandachyn Schinebajar, Mongolei (2:1), aus. Auch sein Start bei den Weltmeisterschaften 2011 war wenig Erfolg beschieden. Er verlor seinen ersten Kampf gegen Jaba Khocitashvili, Georgien (23:11).

### Muay Thai
2012 bestritt Suriya einen Muay-Thai-Kampf gegen Chike Lindsay, welchen er gewann.